# DFB-Akademie

Logo der DFB-Akademie

Die DFB-Akademie ist die Abteilung des Deutschen Fußball-Bundes, die sich um die Weiterentwicklung des deutschen Fußballs kümmert. Sie begreift sich als Dienstleister und Impulsgeber für die 16 Nationalmannschaften des DFB sowie des gesamten deutschen Fußballs. Die Akademie ist im Geschäftsbereich „Nationalmannschaften & Akademie“ der DFB GmbH & Co. KG aufgehängt. Sie besteht aus dem Bereich „Performance, Technologie & Innovation“ sowie dem Bereich „Trainer- und Expertenentwicklung“.

## Bereiche der DFB-Akademie
In zwei Bereichen gestaltet die DFB-Akademie eigene Projekte. Im zukunftsorientierten Feld „Performance, Technologie & Innovation“ werden Trends geprüft und neue Impulse gesetzt. Im Feld „Trainer- und Expertenentwicklung“ steht die Qualifizierung der Protagonisten im Fokus.

### Performance, Technologie & Innovation
Das Team „Performance, Technologie & Innovation“ analysiert und testet Trends im Fußball. Das dabei aufgebaute Wissen soll mit der Fußballfamilie geteilt werden. Das Ziel ist, die Akteure des Fußballs zu vernetzen, von- und miteinander zu lernen und als Dienstleister Impulse für die Arbeit in den 16 DFB-Nationalmannschaften und den Bundesliga-Vereinen zu geben. Die Themen gehen von Athletik über Ernährung bis zu neurozentriertem Training und sportpsychologischen Angeboten.

### Trainer- und Expertenentwicklung
Die DFB-Akademie verantwortet mit ihrer Abteilung Trainer- und Expertenentwicklung die Trainerausbildung in Deutschland. Das Ausbildungssystem ist aufgegliedert in die Lizenzen C, B, B+, A, A+ und Pro. Die höchste Lizenz auf DFB-Ebene ist die Pro-Lizenz, die früher als Fußball-Lehrer bekannt war. Darunter befindet sich die A-Lizenz. Die Lizenzen B+ und A+ beziehen sich konkret auf den Jugendfußball.
Als Netzwerk- und Austauschplattform bringt die Akademie Trainer, Manager und Experten zusammen. Gemeinsam mit der DFL organisiert die DFB-Akademie den Lehrgang „Management im Profifußball“, in dem künftige Sportdirektoren ausgebildet werden. Ähnliche Lehrgänge gibt es in der Teammanagement-Ausbildung sowie der Aus- und Weiterbildung für LZ-Leiter. Das Programm „Players Pathway“ begleitet Spieler rund um ihr Karriereende bei ihrer frühzeitigen Berufsorientierung auf die „Karriere nach der Karriere“.

## Geschichte
Seit 2015 plante der DFB den Bau einer zentralen Fußballakademie. Die Idee einer Akademie als sportliches Kompetenzzentrum geht auf Oliver Bierhoff zurück und darüber hinaus wurden auch Gedanken von Hansi Flick als damaligem Sportdirektor umgesetzt. Die ersten inhaltlichen Projekte der Akademie starteten bereits im Jahr 2017. Der Neubau sollte auf dem Gelände der Galopprennbahn Frankfurt im Stadtteil Niederrad entstehen und neben Trainingsplätzen auch Platz für die DFB-Verwaltung und ein Pressezentrum bieten. Aus diesem Grund wurde der Neubau zunächst „DFB-Akademie“ und später „Der DFB und seine Akademie“ genannt. Dem Baustart gingen lange Kontroversen und gerichtliche Auseinandersetzungen um die Nutzungsrechte für das Gelände voraus. Erst ein abschließendes BGH-Urteil im April 2018 ermöglichte den Baustart. Mit Eröffnung des Neubaus wurde der Komplex „DFB-Campus“ bezeichnet. D J H Architekten aus Frankfurt übernahmen die Ausführungsplanung und entwickelten maßgeschneiderte Details, die sich architektonisch an das Thema Fußball anlehnen. Die Akademie ist die Abteilung des DFB, die sich um die Weiterentwicklung des deutschen Fußballs kümmert und befindet sich im Gebäudekomplex Sport des DFB-Campus.
Auf einer Gesamtfläche von 15 Hektar sind Administration, Sport und Wissenschaft erstmals in der Geschichte des Verbandes unter einem Dach zusammengewachsen. Zu dem 307 Meter langen und maximal 18,50 Meter hohen Komplex gehören eine große Fußballhalle, ein Athletenhaus mit 33 Zimmern, ein Fitnessstudio, ein medizinischer Bereich, ein TechLab, eine Futsal- bzw. Mehrzweckhalle sowie dreieinhalb Naturrasenplätze und weitere Trainingsflächen. Erstmals in seiner Geschichte besitzt der Verband damit eigene Fußballplätze. Im Bedarfsfall stehen dem DFB zusätzlich fünf Hektar als Erweiterungsoption zur Verfügung.

## Webpräsenz
- dfb-akademie.de